# Žana Novaković
Žana Novaković, née le 24 juin 1985 à Sarajevo, est une skieuse alpine bosnienne. Elle est spécialiste du slalom et du slalom géant.

## Biographie
Dans la Coupe du monde, elle compte quatorze départs, dont le premier a lieu en janvier 2008 à Maribor.
Elle a participé aux Championnats du monde de ski alpin en 2005, où elle termine notamment 28e du slalom, 2007, 2009, 2011, 2013, 2015 et 2017.
Elle a aussi participé aux Jeux olympiques d'hiver de 2010 et de 2014 (slalom et slalom géant), tout en étant porte-drapeau de l'équipe olympique de Bosnie-Herzégovine lors de ces deux événements. Son meilleur résultat est 26e du slalom à Sotchi en 2014.

## Palmarès

### Jeux olympiques d'hiver
| Épreuve / Édition | Vancouver 2010 | Sotchi 2014 |
| Slalom géant      | 41e            | 37e         |
| Slalom            | 40e            | 26e         |

### Championnats du monde
| Épreuve / Édition | Bormio 2005 | Åre 2007 | Val d'Isère 2009 | Garmisch-Partenkirchen 2011 | Schladming 2013 | Beaver Creek 2015 | Saint-Moritz 2017 |
| Slalom géant      |             | Abandon  | Disqualifiée     | 42e                         | 44e             | 53e               | 53e               |
| Slalom            | 28e         | 39e      | Abandon          | Abandon                     | Abandon         | Abandon           | Abandon           |